# Государственная компания
Государственная компания (англ. State company) — компания или организация, которая финансируется из бюджета определенного государства. Компания получает свой первоначальный капитал в основном от государства, но взамен после развития возвращает средства как налог.

## Определение
Согласно Федеральному закону от 12.01.1996 № 7-ФЗ «О некоммерческих организациях» государственная компания — это некоммерческая организация, не имеющая членства и созданная Российской Федерацией на основе имущественных взносов для оказания государственных услуг и выполнения иных функций с использованием государственного имущества на основе доверительного управления.

## В Российской Федерации
Согласно ФЗ «О некоммерческих организациях» государственная компания создаётся на основании федерального закона.